# Kukobivka, Reșetîlivka
Kukobivka (în ucraineană Кукобівка) este localitatea de reședință a comunei Kukobivka din raionul Reșetîlivka, regiunea Poltava, Ucraina.

## Demografie
Componența lingvistică a localității Kukobivka
     Ucraineană (88,46%)
     Rusă (9,62%)
     Alte limbi (0,96%)
Conform recensământului din 2001, majoritatea populației localității Kukobivka era vorbitoare de ucraineană (88,46%), existând în minoritate și vorbitori de rusă (9,62%).